# Fadil Redžić
Fadil Redžić (Bihać, 10. prosinca 1946.), bosanskohercegovački  basist i skladatelj.

## Uvod
Fadil Redžić rođen je 10. prosinca 1946. godine u Bihaću. Školovao se i studirao u Sarajevu, na Prirodno-matematičkom fakultetu, odsjek fizika, kojeg je napustio na četvrtoj godini radi profesionalnog glazbenog opredjeljenja, pa je kasnije diplomirao na Glazbenoj akademiji u Sarajevu. Tijekom 80-ih godina pohađao je i Berklee College of Music u Bostonu, SAD.
Njegov brat Zoran Redžić također je bio basist i svirao je početkom 70-ih godina u grupi "Mića, Goran i Zoran" (Milić Vukašinović, Goran Bregović, Zoran Redžić), a potom u grupi Bijelo dugme.
U obitelji Redžić još je jedan prvorazredni basist, Fadilov sin Zlatan Redžić, koji se školovao u Americi na Sveučilištu Indiana.

## Glazbena karijera
Glazbenu karijeru Fadil Redžić je započeo u sastavu Omladinske organizacije Centar u Sarajevu, i to kao - solo gitarist. Tek je prelaskom u grupu Lutalice Slobodana Bode Kovačevića početkom 1964. godine prešao na bas-gitaru. 
Kad je 1965. godine Slobodan Kovačević prešao u Indexe, vrlo brzo za njim Indexima se priključuje i Fadil Redžić.
Usporedo sa sviranjem u Indexima, Fadil Redžić je do kraja 80-tih radio kao producent-urednik Muzičke produkcije RTVSA i bio član Plesnog orkestra Televizije.
Fadil Redžić je dao izuzetan autorski pečat Indexima, komponirajući za grupu samostalno, a vrlo često i zajednički sa Slobodanom Kovačevićem.
Jedno vrijeme bavio se kompjuterima u glazbi, odnosno novim tehnikama snimanja zvuka.
Oženio se 11. studenog 1967. godine i sa suprugom Jasnom ima sina Zlatana i kćerku Sanju.
Indexe je napustio u veljači 1996. godine, kada je odlučio da se pridruži obitelji koja je preselila u Ameriku. Zadnji njegovi nastupi s Indexima bili su na dva uzastopna koncerta u dvorani Bosanskog kulturnog centra u Sarajevu, 2. i 3. veljače 1996.
Fadil Redžić danas živi u Americi, u Atlanti. Radi kao elektronski tehničar u Renova Technology Inc, na poslovima renoviranja kompjutera. Glazbom se bavi samo iz hobija, na povremenim jazz-session okupljanjima u glazbenim klubovima u Atlanti.

## Izbor pjesama Fadila Redžića
- Bacila je sve niz rijeku,
- Balada (sa Slobodanom Kovačevićem),
- Bilo je lijepo,
- Blago,
- Da l' oblak zna,
- Dan kao ovaj,
- Ding-da-da,
- Galijom sna,
- I mi i nas dvoje,
- Indexi '86,
- Ispijmo zlatni pehar,
- Jedina moja,
- Krivac si ti,
- Kupala se cura jedna u potoku pod planinom,
- Moja Hana,
- Na svoj način,
- Pokaži mi dlan,
- Putovi,
- Samo su ruže znale,
- Slovo o čovjeku,
- Ugasila je plamen,